# Liste der Kulturdenkmäler in Rohrbach (Pfalz)
In der Liste der Kulturdenkmäler in Rohrbach sind alle Kulturdenkmäler der rheinland-pfälzischen Ortsgemeinde Rohrbach aufgeführt. Grundlage ist die Denkmalliste des Landes Rheinland-Pfalz (Stand: 14. August 2023).

## Einzeldenkmäler
| Bezeichnung                  | Lage                                                   | Baujahr                              | Beschreibung | Bild                           |
| ---------------------------- | ------------------------------------------------------ | ------------------------------------ | --- | ------------------------------ |
| Wohnhaus                     | Bahnhofstraße 3 Lage                                   | 18. Jahrhundert                      | barockes Fachwerkhaus, teilweise massiv, 18. Jahrhundert | Fotos hochladen                |
| Hofanlage                    | Bahnhofstraße 4 Lage                                   | 1790                                 | Hakenhof, bezeichnet 1790; spätbarockes Fachwerkhaus, Krüppelwalmdach, 18. Jahrhundert                                                                                         | Fotos hochladen                |
| Bahnhof Rohrbach (Pfalz)     | Bahnhofstraße 61 Lage                                  | letztes Viertel des 19. Jahrhunderts | ehemaliger Bahnhof; stattlicher spätklassizistischer, zwei- bis zweieinhalbgeschossiger Typenbau, letztes Viertel des 19. Jahrhunderts                                         | weitere Bilder Fotos hochladen |
| Brunnen                      | Eisgasse, bei Nr. 4 Lage                               | 19. Jahrhundert                      | Ziehbrunnen, wohl aus dem 19. Jahrhundert | Fotos hochladen                |
| Simultankirche St. Michael   | Hauptstraße Lage                                       | 1479                                 | spätgotischer Rotsandsteinquaderbau, Turm bezeichnet 1479 (Bild), Chor bezeichnet 1484 (Bild), Langhaus 1513, Veränderungen im 17. Jahrhundert                                 | weitere Bilder Fotos hochladen |
| Grabsteine und Steinkruzifix | Hauptstraße, auf dem Kirchhof Lage                     | ab dem 14. Jahrhundert               | Grabsteine, 14. und 15. Jahrhundert; Grabmal V. Bossert (Bild), Obelisk mit Urnenaufsatz, um 1813; nachbarockes Steinkruzifix auf Tischsockel, bezeichnet 1803                 | weitere Bilder Fotos hochladen |
| Heimatmuseum                 | Hauptstraße 11 Lage                                    | 1575                                 | Fachwerkhaus, teilweise massiv, bezeichnet 1575, wohl im 18. Jahrhundert umgebaut, Fachwerkscheune; Grabsteine, 18. Jahrhundert                                                | Fotos hochladen                |
| Hofanlage                    | Hauptstraße 14 Lage                                    | ab dem 18. Jahrhundert               | Dreiseithof; Wohnhaus, Mitte des 19. Jahrhunderts, ebenso massive Fassade des im Kern älteren Fachwerknebengebäudes, barocke Fachwerkscheune, Krüppelwalmdach, 18. Jahrhundert | Fotos hochladen                |
| Stundenstein                 | Hauptstraße, bei Nr. 44 Lage                           | 19. Jahrhundert                      | Stundenstein, 19. Jahrhundert | Fotos hochladen                |
| Hofanlage                    | Hauptstraße 46 Lage                                    | 1688                                 | Hofanlage; barockes Fachwerkhaus, teilweise massiv, bezeichnet 1688, Stirnwand um 1800 verändert                                                                               | Fotos hochladen                |
| Hofanlage                    | Hauptstraße 47 Lage                                    | 1776                                 | Vierseithof; langgestrecktes barockes Fachwerkhaus, Krüppelwalmdach, bezeichnet 1776; Renaissancekartusche (Bild), bezeichnet 1593                                             | weitere Bilder Fotos hochladen |
| Gasthaus                     | Hauptstraße 48 Lage                                    | 1815                                 | ehemaliges Gasthaus; Vierseithof, langgestreckter nachbarocker Fachwerkbau, Krüppelwalmdach, bezeichnet 1815; ehemaliger Torbogenschlussstein (Bild), bezeichnet 1720 (1726?)  | weitere Bilder Fotos hochladen |
| Hofanlage                    | Hintergasse 13 Lage                                    | 1801                                 | Vierseithof; langgestrecktes nachbarockes Fachwerkhaus, Krüppelwalmdach, bezeichnet 1801                                                                                       | Fotos hochladen                |
| Hofanlage                    | Hintergasse 14 Lage                                    | um 1800                              | Dreiseithof; Fachwerkhaus, teilweise massiv, um 1800; Nebengebäude, teilweise Fachwerk, Walmdach; Krüppelwalmdachscheune                                                       | Fotos hochladen                |
| Hofanlage                    | Hintergasse 15 Lage                                    | 18. Jahrhundert                      | barocker Dreiseithof, 18. Jahrhundert; Fachwerkhaus, teilweise massiv, Toranlage mit Nebenpforte, bezeichnet 1567                                                              | Fotos hochladen                |
| Hofanlage                    | Hintergasse 30 Lage                                    | um 1900                              | Vierseithof mit Tabakschuppen, um 1900; spätgründerzeitlicher Klinkerbau | Fotos hochladen                |
| Wohnhaus                     | Hintergasse 35 Lage                                    | 1731                                 | stattliches barockes Fachwerkhaus, bezeichnet 1731 | Fotos hochladen                |
| Hofanlage                    | Hintergasse 36 Lage                                    | 1743                                 | Hofanlage; barockes Fachwerkhaus, teilweise massiv, bezeichnet 1743, Toranlage mit Nebenpforte, bezeichnet 1787                                                                | Fotos hochladen                |
| Hofanlage                    | Hintergasse 41 Lage                                    | 1813                                 | Hofanlage; eingeschossiges Fachwerkhaus, bezeichnet 1813 | Fotos hochladen                |
| Wohnhaus                     | Insheimer Straße 7 Lage                                | 18. Jahrhundert                      | barockes Fachwerkhaus, 18. Jahrhundert; straßenbildprägend | Fotos hochladen                |
| Hofanlage                    | Insheimer Straße 9 Lage                                | 19. Jahrhundert                      | Dreiseithof; nachbarockes Fachwerkhaus, Fachwerkscheune | Fotos hochladen                |
| Hofanlage                    | Insheimer Straße 12 Lage                               | 18. Jahrhundert                      | Dreiseithof, 18. Jahrhundert; Fachwerkhaus, teilweise massiv | Fotos hochladen                |
| Gasthaus Zu den drei Mohren  | Insheimer Straße 18 Lage                               | 1796                                 | Gasthaus „Zu den drei Mohren“; Hofanlage; barockes Fachwerkhaus, bezeichnet 1796, Fachwerk-Obergeschoss wohl aus dem 18. Jahrhundert, Scheune 1734                             | Fotos hochladen                |
| Protestantischer Pfarrhof    | Mühlgasse 6 Lage                                       | 1773                                 | ehemaliger protestantischer Pfarrhof; einfirstartiges eingeschossiges spätbarockes Pfarrhaus über Hochkeller, bezeichnet 1773, Backhaus                                        | Fotos hochladen                |
| Hofanlage                    | Mühlgasse 7 Lage                                       | 18. Jahrhundert                      | Hofanlage; eingeschossiges barockes Fachwerkhaus, teilweise massiv, über Hochkeller, 18. Jahrhundert, Scheune mit klassizistischen Zwillingsblendarkaden (Bild)                | weitere Bilder Fotos hochladen |
| Grabmäler                    | nördlich des Ortes an der L 554, auf dem Friedhof Lage | ab 1837                              | anonymes Grabmal, Engel mit Baukreuz, Terrakotta, wohl vom Ende des 19. Jahrhunderts; Grabmal Philipp Ludwig Antz (Bild), spätklassizistische Stele, um 1837                   | weitere Bilder Fotos hochladen |